# Inverted Jenny
Jenny invertida (en inglés: Inverted Jenny) es el nombre de una edición defectuosa de sellos emitida en Estados Unidos en la que se representa, por error, un avión Curtiss JN4 Jenny boca abajo. Se emitió el 10 de mayo de 1918 y cada uno de los sellos tiene un gran valor filatélico. 
William H. Gross completó su colección norteamericana de los sellos emitidos en el siglo XIX con la adquisición de un bloque de cuatro Jenny invertidas. Se estima que su valor es de unos 825 000 dólares por este sello sin uso, cuyo valor facial es de sólo 24 centavos.